# Stein
Dieser Artikel wurde wegen inhaltlicher Mängel auf der Qualitätssicherungsseite des Portals Geowissenschaften eingetragen. Dies geschieht, um die Qualität der Artikel im Themengebiet Geowissenschaften zu steigern. Bitte hilf mit, die Mängel zu beseitigen, oder beteilige dich an der Diskussion. (+)

Begründung: Einzelnachweise fehlen bis auf einen zur Etymologie völlig, im Artikel steht derzeit falsch, der "Mount Augustus in Australien" sei "der größte freiliegende Stein der Erde", im Lemma "Mount Augustus" steht aber, dies sei ein Tafelberg, die Externsteine sind unter "Einige bekannte Steine" gelistet, widersprechen aber der Definition von Stein im Artikel, die Pflanzengattung Lithops ist unter "Sonstige Steinbildungen" aufgelistet, Pflanzen sind jedoch keine Steinbildungen,...

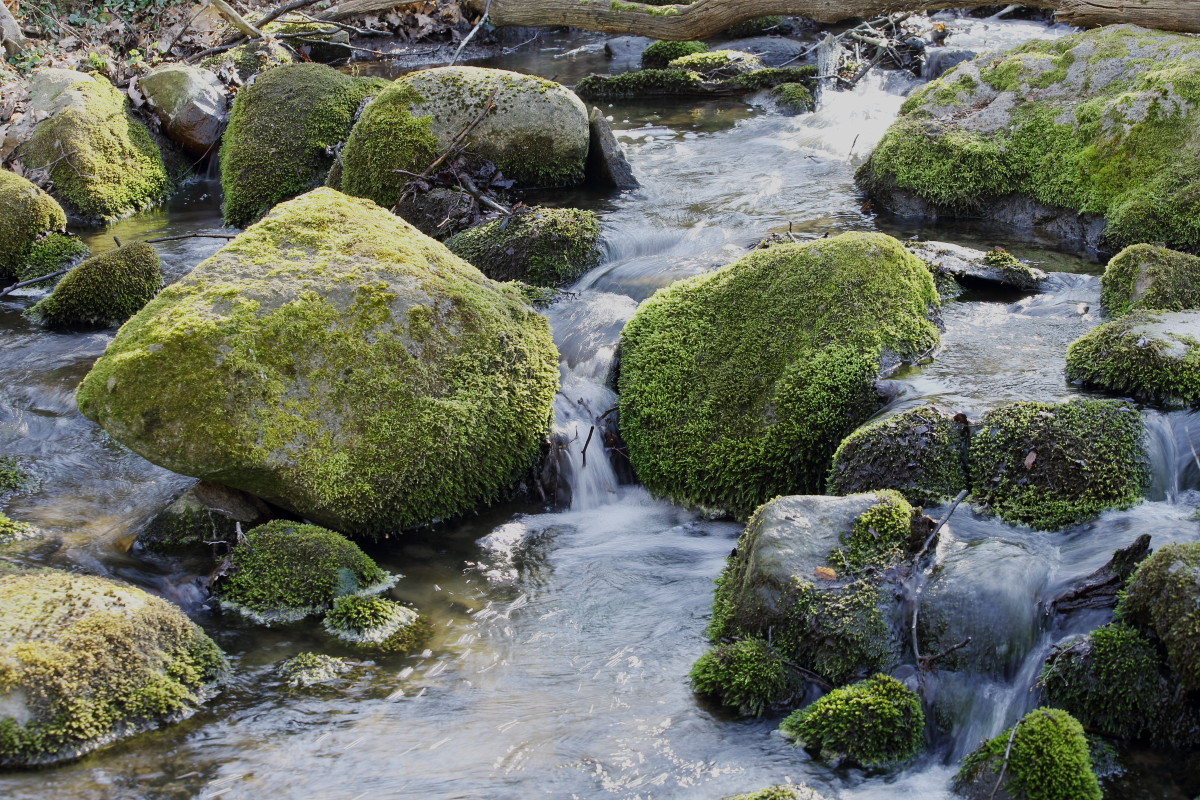
Bachsteine in Vorpommern

Ein Stein ist ein kompaktes Objekt aus einem oder mehreren Mineralien. Die Korngröße sind beim Bruchgestein (Kies, aber nicht abgerundet) und beim Kies 2 bis 63 Millimeter und Schroppen sind größer.

## Etymologie
Das gemeingermanische Substantiv stein (althochdeutsch und mittelhochdeutsch) beruht wie die slawische Sippe von russisch стена stena „Wand, Mauer“ auf einer Bildung zu der indogermanischen Wurzel stāi-, stī̌- „[sich] verdichten, gerinnen“.

## Stein und Fels

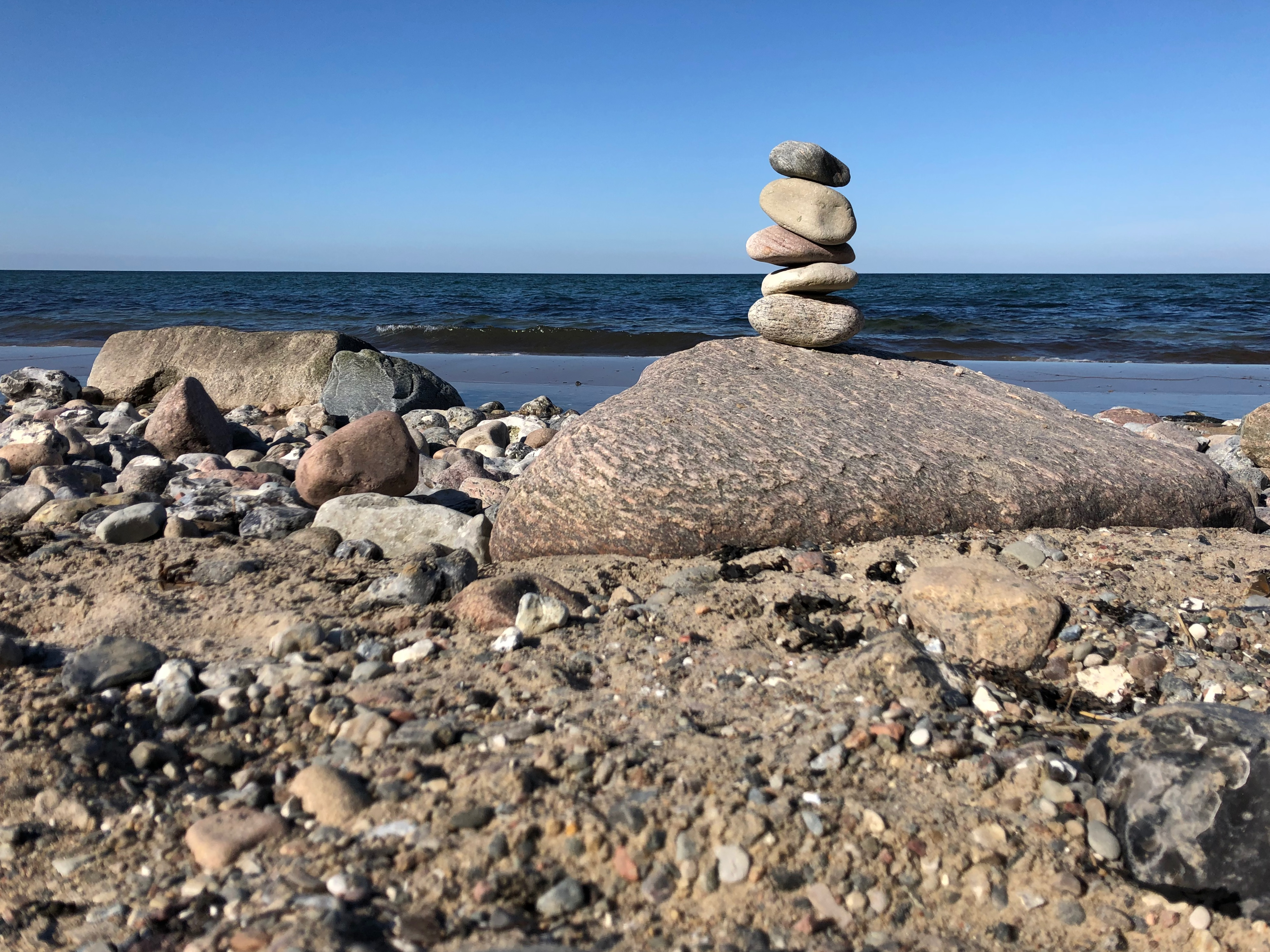
Steinbalance am Schwedeneck

Im Unterschied zum Felsen haben Steine keine feste Verbindung mehr zu der Gesteinseinheit, der sie ursprünglich angehört haben, unabhängig davon, ob sie noch am originalen Platz stehen (gewachsenes, anstehendes Gestein) oder nicht (disloziert).

## Geowissenschaften
Die Geologie und Petrologie verwenden als präzise Begrifflichkeiten:
- Nach DIN 4022 sind „Steine“ nur Objekte über 63 mm (siehe Korngrößenklassifikation) – Schutt und Geröll sind freiliegende Steine als Bruchstein oder Rundling, Kies ist größer als 2 mm, Stein im eigentlichen Sinne nach DIN zwischen 6,3 und 20 cm, aber ein Block, wenn größer als 20 cm (siehe etwa Blockhalde, Blockgletscher)
- Sand sind Gesteinsteile unter 2 mm
- Silt oder Schluff: feinste Steinchen (Körnungen) unter 0,063 mm

Sonderformen von Steinen sind:
- Lesestein, das sind die Steine des Bodens (der Pedosphäre)
- Talus, die Schutthalde oder Geröllhalde
- Blockhalde, durch Erosion freigelegte Lesesteine als Landschaftsform
- Geschiebe, Steine im Strombett der Gewässer, auch in fossilen, nicht mehr bewegten Abschnitten, etwa als Gesteinseinheit in einer Sedimentfolge einer Moräne
- Moräne für das Geschiebe wie auch die Ablagerungen eines Gletschers
- Findling, das sind von Gletschern verschleppte Steine, unabhängig ob freiliegend oder in der Tiefe
- Inklusion, Steine, die in anderem Gestein verfestigt sind, etwa bei Konglomerat (Rundlinge) und Breccie (kantig), und Xenolithe
- Schmuckstein (Edelstein), besondere Steine, meist mehr oder minder reine Minerale, selten Gestein: Hierbei bezeichnet der Begriff Stein allgemein ein Stück eines Minerals, einen einzelnen Kristall oder eine Kristallagglomeration.
- Geode, ein Stein, der sich im Gestein in Hohlräumen bilden (und oft noch innen Hohlräume mit Kristallen aufweisen, die Druse)
- Oolith (Erbsenstein oder Rogenstein), ein Stein, der durch Wellenbildung entsteht
- Konkretion, ein durch Fällung (Sinterung) entstandener Stein, etwa Raseneisenstein oder Höhlenperlen
- Felsblock, ein großer Stein in der Natur, mit Durchmesser bis zu einigen Metern

Gestein gibt es nicht nur auf der Erde, sondern auch auf dem Mond, den drei terrestrischen Planeten und den meisten Asteroiden. Vom Mond wurden schon Steine auf die Erde gebracht (Mondgestein). Weitere nichtirdische Steinbrocken finden sich als Meteoriten. Im Sonnensystem bilden sie auch die Partikel der Planetenringe. Im weitesten Sinne sind alle Himmelskörper, die keinerlei eigene Tektonik aufweisen, Steine (also auch der Mond, nicht aber die Erde mit ihrem heißen, hochaktiven Kern oder die Gasplaneten).

Stein im Sinne der Geologie
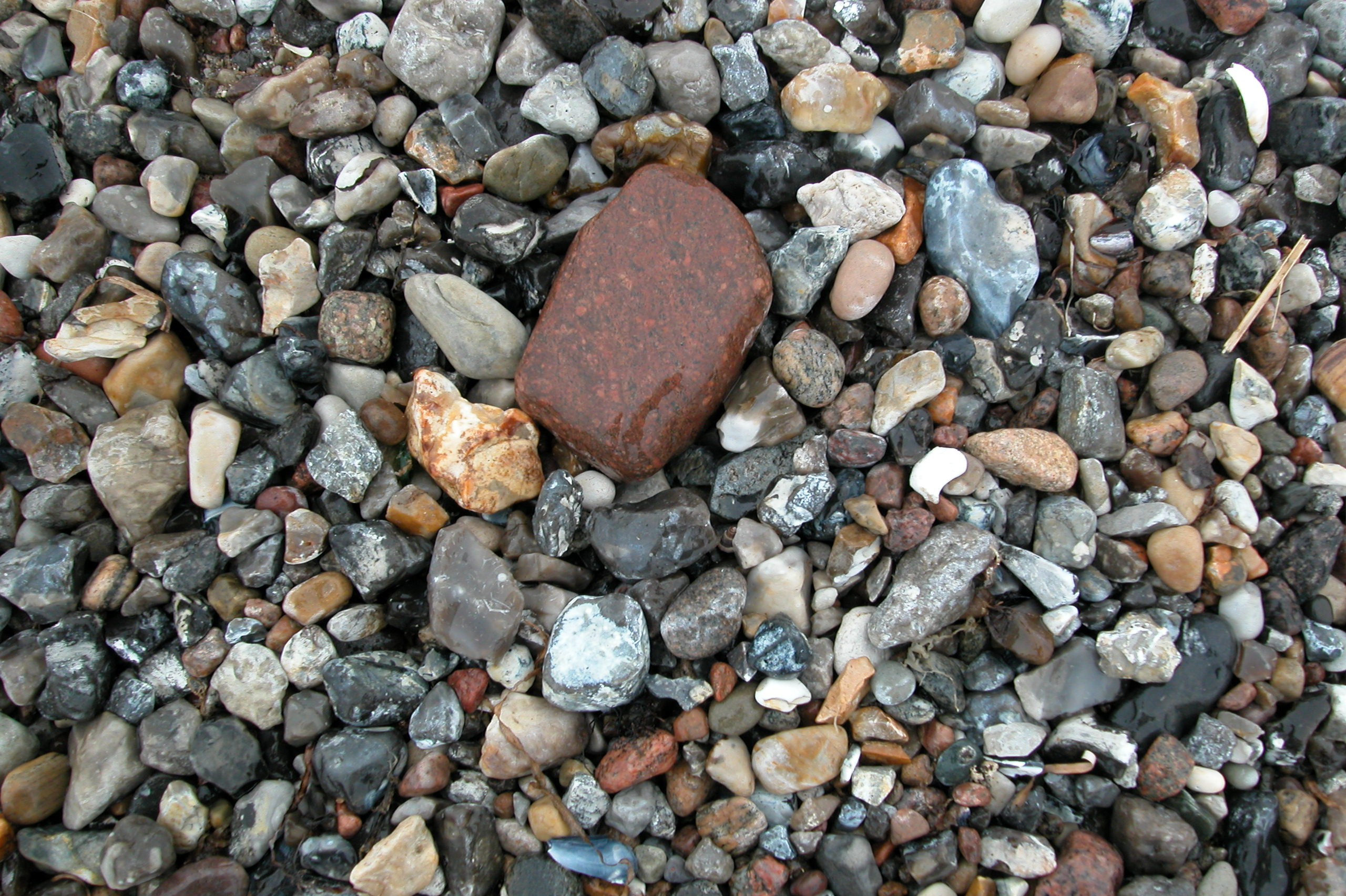
Kies am Strand – Brandungsgeröll
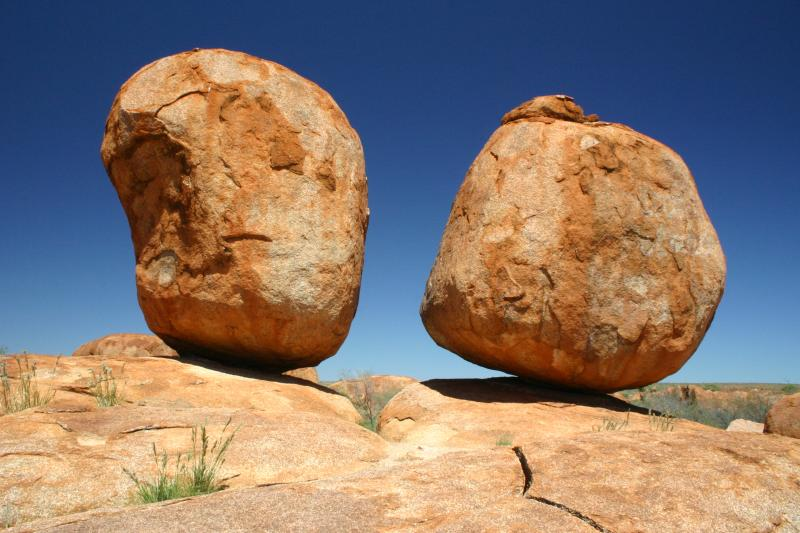
Devil’s Marbles, Australien – Verwitterung in situ
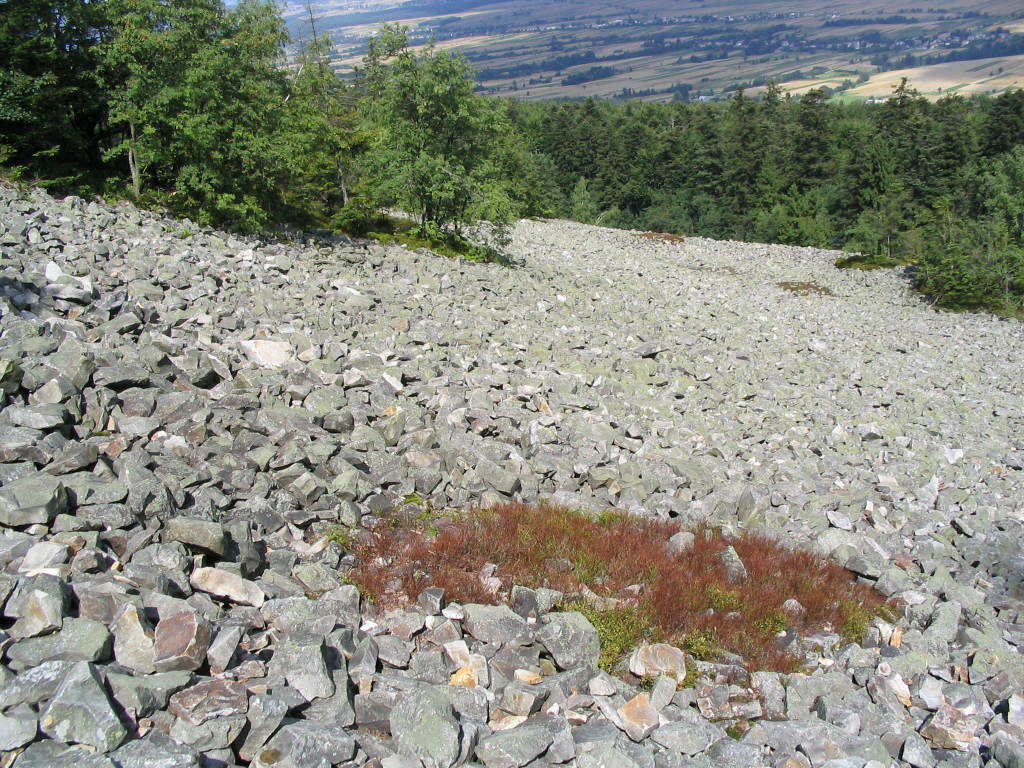
Blockhalde, Heiligkreuzgebirge – Verwitterung und Felssturz
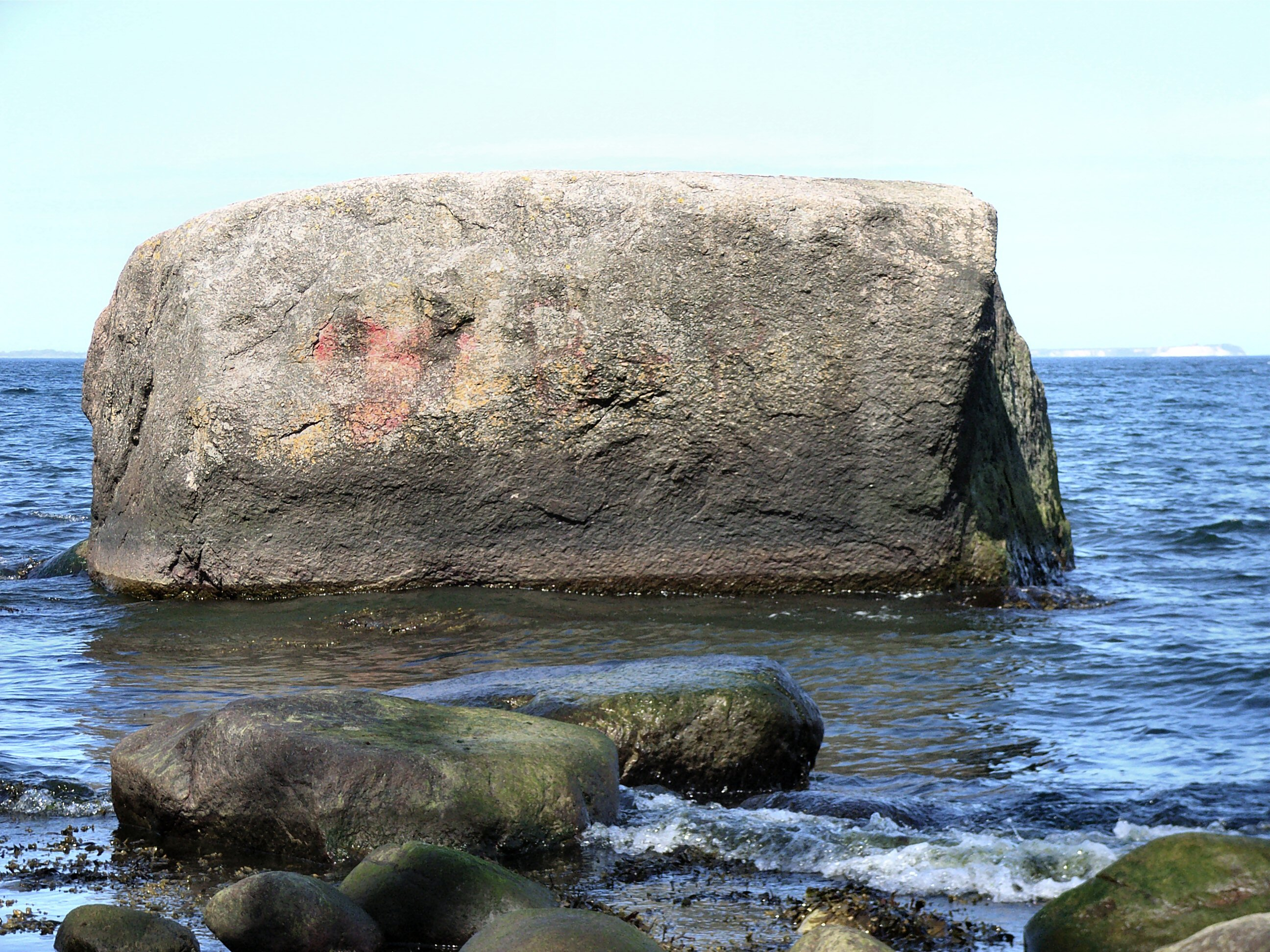
Findling, Rügen – Translokation durch Gletscher

## Bauwesen
Im Bauwesen unterscheidet man prinzipiell:
- Rundstein, Rundling, wenn er schon im Geschiebe der Flüsse abgestoßen ist, oder maschinell durch Rollieren
- Bruchstein, der aus den Gestein gebrochen ist, ob natürlich oder im Steinbruch
- Gebrochene Mineralstoffe, künstlich zerkleinerte Steine

Nach der Größe (Sieblinie) unterscheidet man in:
- Gesteinsmehl, Steine unter 0,063 mm
- Sand unter 2 mm, als Bruchsand oder Rundsand
- Kies (Rundstein) und Bruchstein mit Korngrößen von 2 bis 32 mm
- Schotter, Geröllablagerungen oder gebrochene Mineralstoffe mit einer Korngröße zwischen 32 und 63 mm, Rundmaterial dieser Größe heißt Grobkies
- Schroppen, Material über 63 mm, Felszersatz bis zur maximal transportierbaren Größe

Nach der Verwendung unterscheidet man:
- Naturstein: das sind Steine beliebigen Formats natürlicher Herkunft, als Mauerstein, Pflasterstein, Natursteinplatte usw.
- Werkstein:
  - behauene, gespaltene oder gezwickte Natursteine
  - künstlich durch Verfestigung (Trocknen, Brennen) von lockerem Material (Lehm, Tonmineral, Gips, Zement) hergestelltes Baumaterial, wie Backstein (Ziegel), Steingut oder Betonpflastersteine

Gesteinskörnung ist der Zuschlag für Beton oder Asphalt mit diversen Korngrößen, Rollsplitt ist zum nachträglichen Einwalzen in Asphalt.
Daneben existieren etliche Fachnamen für spezielle Formate diverser Zwecke.

Stein im Sinne des Bauwesens
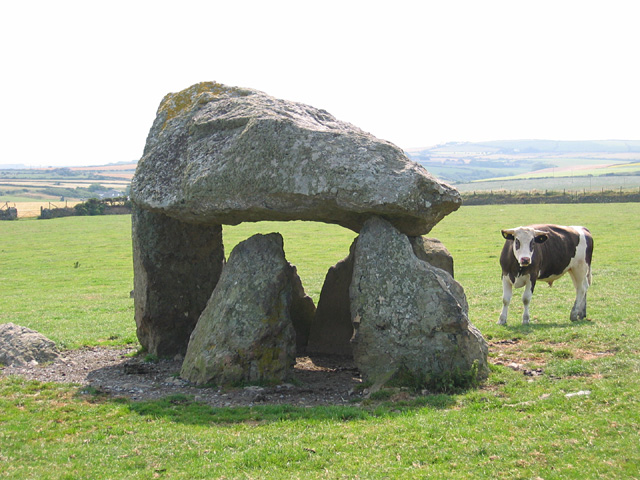
Megalithanlage, bei Abercastle, Wales, Jungsteinzeit
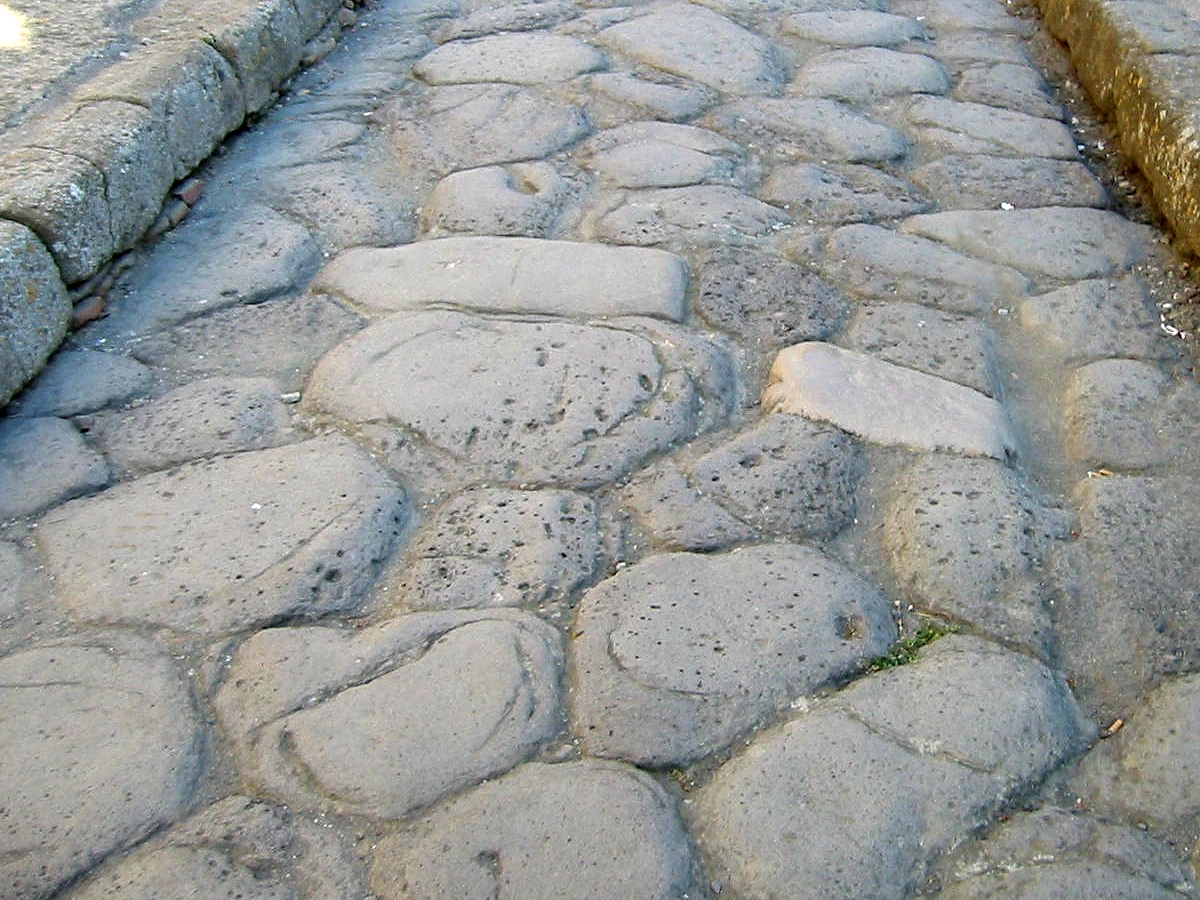
Römische Steinpflasterung, Herculaneum, 1. Jh. v. Chr.
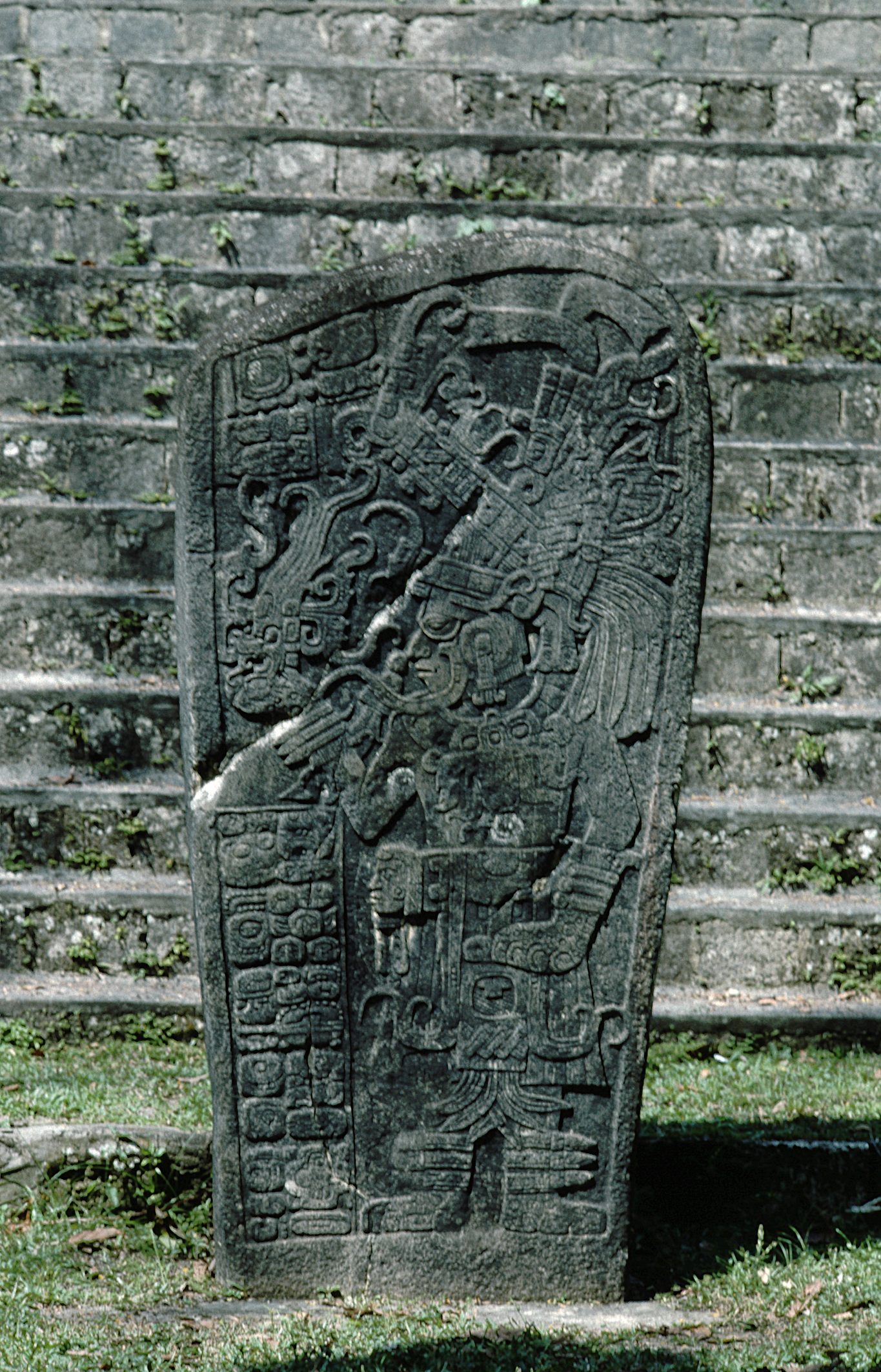
Steinstele vor Steinmauerwerk, Tikal, um 500 n. Chr.
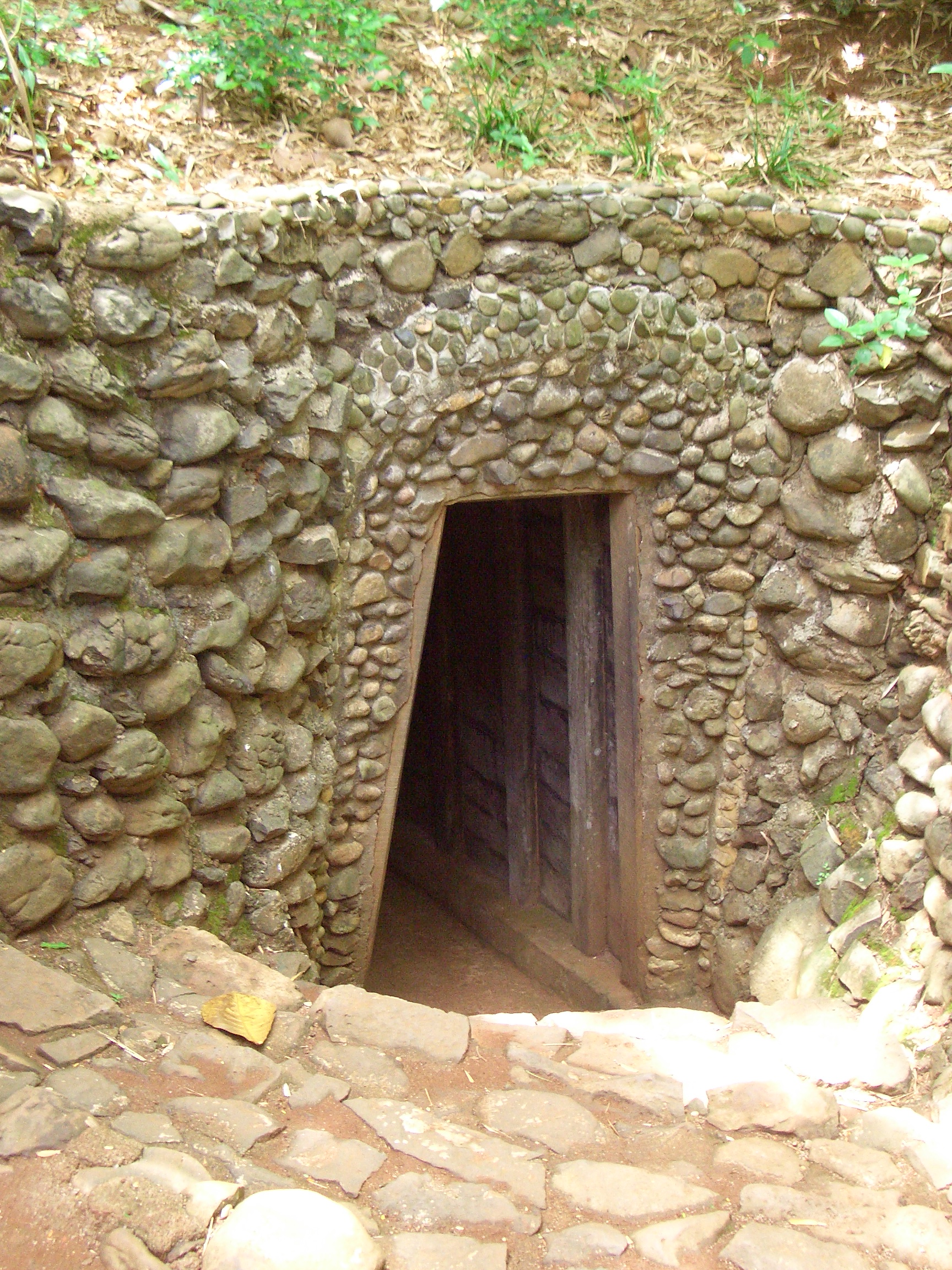
Vinh-Moc-Tunnel, Vietnam, 20. Jh.

## Einige bekannte Steine
- Anröchter Stein

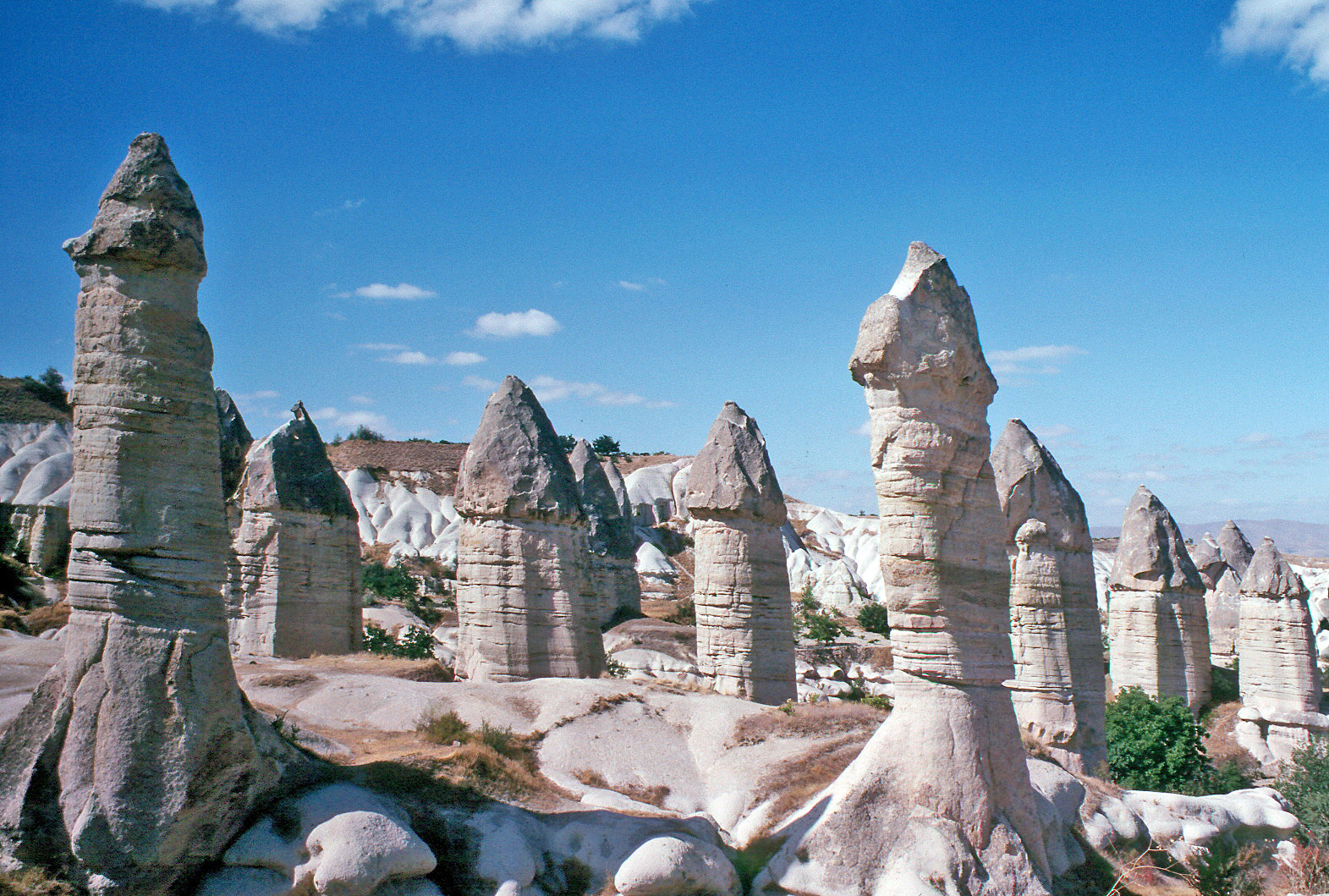
Hoodoos: Love Valley in Kappadokien bei Göreme, Türkei – Felsturm mit Deckstein

- Mount Augustus, Western Australia, größter freiliegende Stein der Erde[4]
- Externsteine im Teutoburger Wald, Felsnadeln mit aufliegenden Steinen
- Goldener Fels, vergoldetes buddhistisches Heiligtum in Birma
- Schwanenstein, Findling an der Ostseeküste
- Stein von Rosette, ca. 243 v. Chr. mit dreisprachiger Inschrift
- Stein von Scone, auch „Krönungsstein“ genannt
- Stonehenge
- Georgenstein (Isar)
- Wandernde Felsen im Death Valley
- Würzburger Stein, Weinbaulage

## Berufe
- Pflasterer
- Steinbildhauer
- Steinhauer
- Steinmetz

## Normen
- DIN 4022 Geotechnische Berechnungen für bautechnische Zwecke
- DIN 18196 Erd- und Grundbau – Bodenklassifikation für bautechnische Zwecke

## Sonstige Steinbildungen

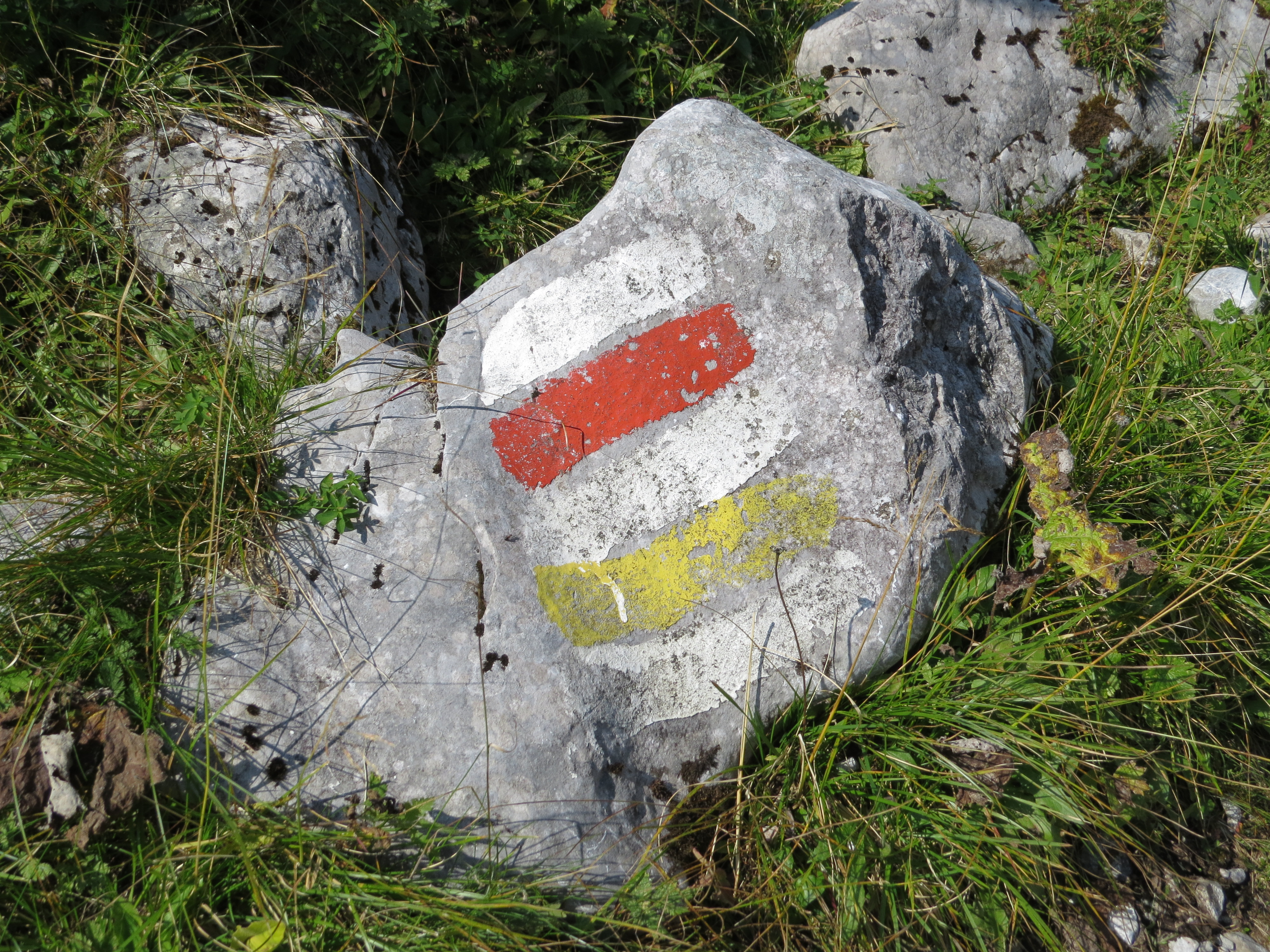
Markierungsstein auf der Rax, Österreich

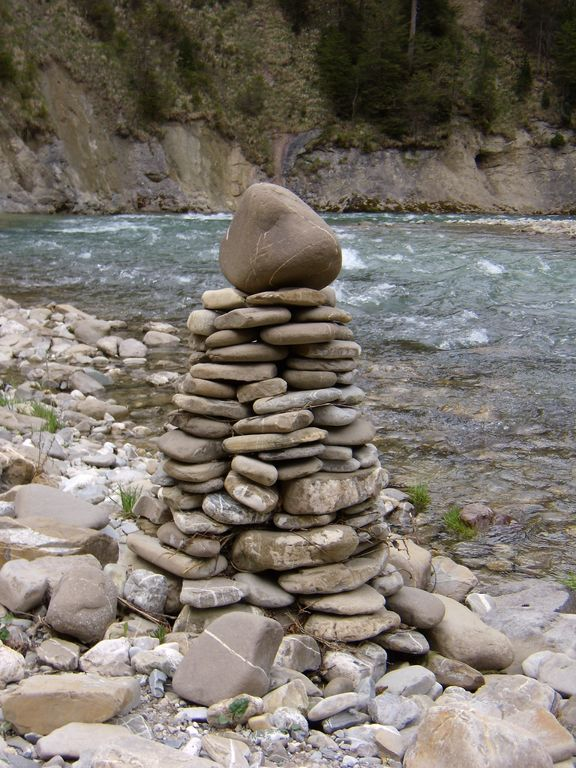
Steinmanderl – Ammer

- Geologisch; z. B. Inselberg, Felsen, Felsblock, Findling, Geröll
- Geomorphologisch: Sinter; z. B. Kesselstein, Urinstein, Weinstein, Biorock – chemische Ausfällungen
- Medizinisch: Konkrement; u. a.  Gallenstein, Blasenstein, Rhinolith (Nasenstein), Zahnstein

## Stein als Namensbestandteil
„Stein“ ist Bestandteil vieler Geografischer Namen und Familiennamen im deutschsprachigen Raum.